# Eerste Filipijnse Republiek
De Eerste Filipijnse Republiek (officieel Republiek van de Filipijnen) was een land in Zuidoost-Azië dat kort bestond van 1899 tot 1901. De republiek werd op 23 januari 1899 uitgeroepen in Malolos City en werd opgeheven nadat president Emilio Aguinaldo door de Amerikanen gevangengenomen werd en het land zich overgaf. De uitroeping van de republiek kwam er na de Filipijnse revolutie en de strijd tegen de Spaanse overheersing.